# 車肆增一
蛇夫座23，又名BD-05 4374，HD 152601、SAO 141431、HR 6280，是蛇夫座的一颗恒星，视星等为5.25，位于銀經12.89，銀緯22.52，其B1900.0坐标为赤經16h 49m 14.9s，赤緯-5° 22.52′ 25″。